# Telesistema Mexicano
Telesistema Mexicano foi uma aliança de canais de televisão mexicanos, fundada em 1955 por Emilio Azcárraga Vidaurreta. Era formada pelos independentes XEW-TV Canal 2, XHTV-TV Canal 4 e XHGC-TV Canal 5, todos da Cidade do México. Anos depois, o Telesistema Mexicano se fundiu com a Televisión Independiente de México, que culminou na atual Televisa, a partir de 1973.